# Малек Мансур Мирза Шуа ас-Салтане
Малек Мансур Мирза Шуа ас-Салтане (азерб. Məlikmənsur mirzə Məhəmmədəli mirzə oğlu Qovanlı-Qacar, перс. ملک منصور میرزا شعاع‌السلطنهاا‎; 30 марта, 1880 — 15 апреля 1922) — премьер-министр (визирь) Ирана при Султан Ахмад-шахе, полководец и государственный деятель азербайджанского происхождения.

## Биография
Малек Мансур-мирза 30 марта, 1880 года в семье принца Мозафереддин-мирза в г. Тебризе (Каджарское государство).
В 1897 году Малек Мансур-мирза по приказу своего отца Мозафереддин-шаха был назначен губернатором Гиляна.
Малек Мансур-мирза сначала удалился в Европу, а затем путешествовал по Азию. По возвращении в 1899 году в Иран, служил у отца.
21 января 1901 года назначается губернатором провинции Фарс. Мозафереддин шах Каджар в 1902 году передал контроль за всеми почтовыми сборами в Ширазе (административном центре провинции Фарс) Мухаммед-Рза-хан Гавам-оль-Мулка, лишив тем самым принца главного источника губернаторских доходов, уже был готов пойти на открытый конфликт с двором, когда ситуацию разрядил Мирза Али-Аскер-хан, убедивший шаха отменить его решение.
В 1902 году Малек Мансур-мирза вернулся Тегеран.
Малек Мансур-мирза в 1904 году снова назначен губернатором Фарса.
Указом шаха Малек Мансур-мирза в 1921 году был назначен главой правительства.
В 1929 году Малек Мансур-мирза скончался. По его завещанию его тело было захоронено в городе Кум.